# Рассел Бірдсмор
Расселл Пітер Бірдсмор (англ. Russell Peter Beardsmore; нар. 28 вересня 1968, Віган) — колишній  англійський футболіст, півзахисник.

## Футбольна кар'єра
Почав кар'єру в молодіжній академії «Манчестер Юнайтед». Дебютував за основний склад 24 вересня 1988 року в матчі проти «Вест Гем Юнайтед». 1 січня 1989 року допоміг своїй команді здобути перемогу над принциповим суперником «Ліверпулем», забивши один гол і віддавши дві гольові передачі (на Браяна Макклера і Марка Г'юза).

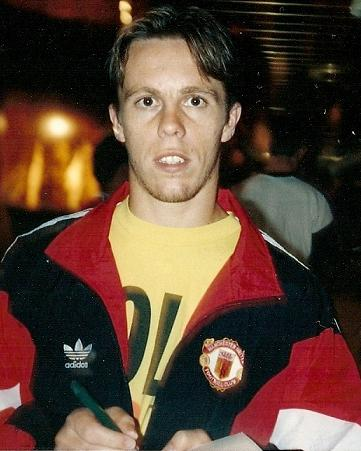
Расселл Бірдсмор під час виступів за «Манчестер Юнайтед». Липень 1991 року.

Після переходу Гордона Страчана в «Лідс Юнайтед» в березні 1989 року Бірдсмор став гравцем основи протягом залишку сезону 1988/89.
Проте через травми і втрату форми Бірдсмор рідко виходив на поле в наступному сезоні. Його шанси виступати за основний склад також були обмежені через прихід в клуб Пола Інса і Ніла Вебба.
Свою єдину медаль він отримав 19 листопада 1991 року, провівши на лавці запасних матч на Суперкубок Європи проти «Црвени Звезди».
У сезоні 1992/93 він не зіграв жодного матчу, а у червні 1993 року перейшов в «Борнмут» в статусі вільного агента. Всього за «Юнайтед» він провів 73 матчі. У «Борнмуті» він виступав до 1998 року, виступаючи в основному складі.
У 1989 році Бірдсмор зіграв у п'яти матчах молодіжної збірної Англії.
21 травня 2008 року, святкуючи перемогу «Манчестер Юнайтед» у Лізі чемпіонів, Бірдсмор був зупинений поліцією за перевищення швидкості і заарештований за водіння в нетверезому вигляді. Після суду він був оштрафований на 300 фунтів і позбавлений прав на 16 місяців.

## Тренерська кар'єра
В даний час працює в тренерському штабі «Борнмута». До цього він працював у тренерському штабі «Болтон Вондерерз».

## Титули і досягнення
- Володар Суперкубка Англії (1):

«Манчестер Юнайтед»: 1990
- Володар Суперкубка Європи (1):

«Манчестер Юнайтед»: 1991